# Angela Bassett
Angela Evelyn Bassett (New York, 16 agosto 1958) è un'attrice statunitense.
Ha ottenuto ampi consensi nel 1993 per la sua interpretazione di Tina Turner in Tina - What's Love Got to Do with It, ruolo per cui ha vinto il Golden Globe per la migliore attrice in un film commedia o musicale ed ha ricevuto la candidatura Premio Oscar come migliore attrice protagonista. Nel 2022 ha interpretato Ramonda in Black Panther: Wakanda Forever, per il quale si è aggiudicata il Golden Globe per la migliore attrice non protagonista e il Critics' Choice Award alla miglior attrice non protagonista, oltre la candidatura all'Oscar, al Premio BAFTA, allo Screen Actors Guild Award.
In campo televisivo ha ricevuto dieci candidature al Premio Emmy, di cui due per i suoi ruoli nella serie antologica American Horror Story.
Nel 2023 viene inserita dalla rivista Time nella lista intitolata Women of the Year e nella lista delle 100 persone più influenti al mondo. Lo stesso anno viene insignita dell'Oscar alla carriera.

## Biografia

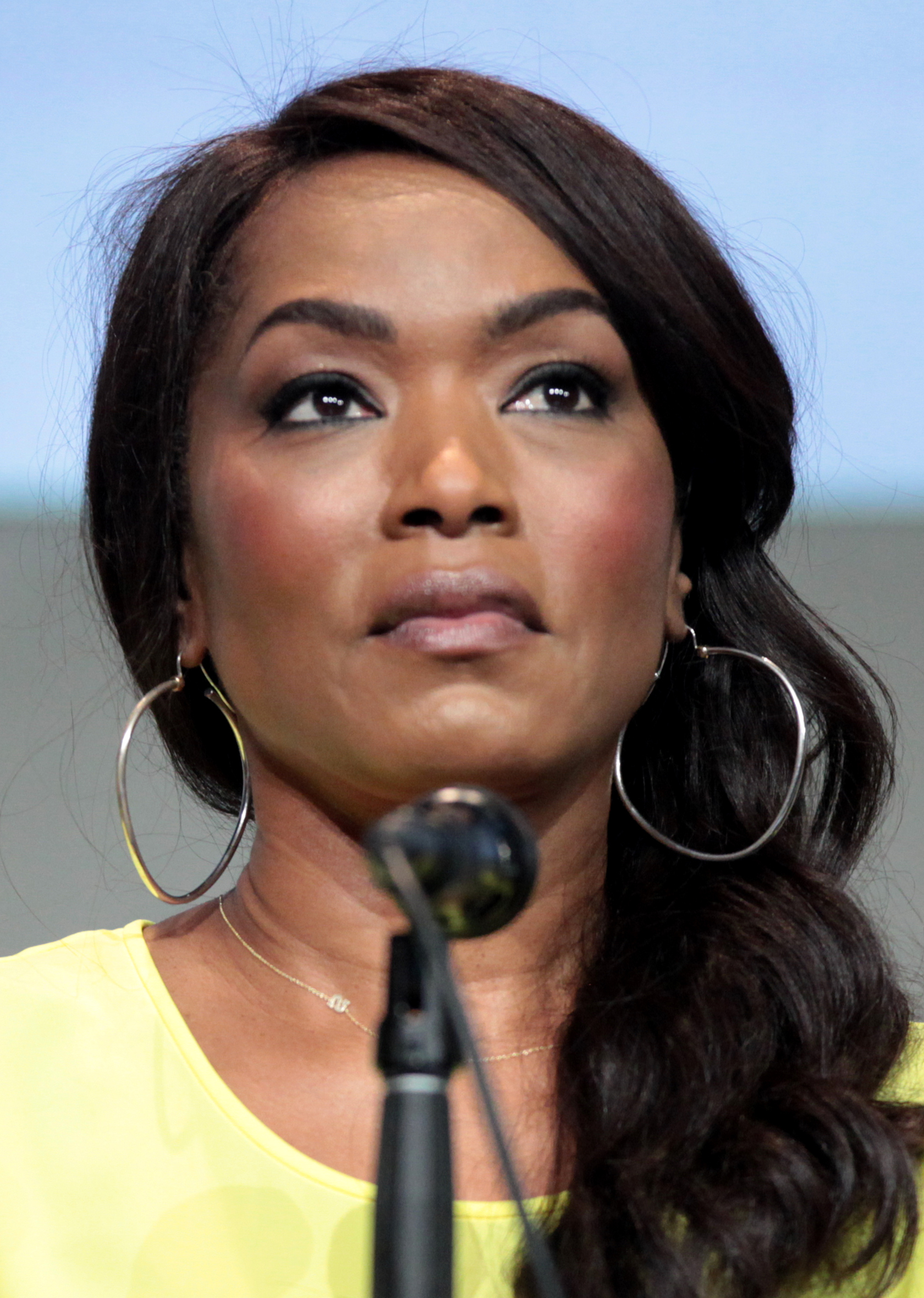
Angela Bassett nel 2014

È la primogenita di Betty Jane Gilbert, che lavorava nei servizi sociali, e di Daniel Benjamin Bassett, figlio di un pastore e suo secondo marito, che dieci mesi dopo la nascita di Angela, avrebbe dato alla luce la secondogenita D'nette.
La madre diede alla figlia il secondo nome Evelyn in onore di sua zia.
All'età di quattro i suoi si separano e lei va a vivere con la madre in Florida, e non rivedrà il padre per molti anni, ed in seguito conoscerà anche la sorellastra Jean, nata dal primo matrimonio del padre.
Esordì nel 1986 con il film F/X - Effetto mortale, nel ruolo di una reporter. Dopo aver interpretato molte serie televisive, il suo primo ruolo importante fu nel film di John Singleton Boyz n the Hood, del 1991. Nel 1992 Spike Lee la volle per il suo Malcolm X. La Bassett interpretò il ruolo di Betty Shabazz, la moglie di Malcolm X (ruolo ripreso tre anni dopo in Panther, per la regia di Mario Van Peebles) per il quale vinse un Golden Globe. Nel 1993 interpretò Tina Turner nel film Tina - What's Love Got to Do with It, che le fruttò la nomination all'Oscar come miglior attrice. Nel 1995 divenne nota al grande pubblico, grazie alle sue interpretazioni in Strange Days, diretto da Kathryn Bigelow, Vampiro a Brooklyn, diretto da Wes Craven e Donne - Waiting to Exhale, diretto da Forest Whitaker.
Nel 2002 interpretò Rosa Parks, nel film televisivo The Rosa Parks Story. Nel 2008 entrò nel cast della serie televisiva E.R. - Medici in prima linea, nel ruolo della dottoressa Catherine Banfield. Nel 2013 fu scelta da Ryan Murphy per la serie antologica American Horror Story, per la quale ricevette due candidature agli Emmy Awards, recitando nella terza, quarta, quinta, sesta ed ottava stagione. Nel 2016 ha recitato in Attacco al potere 2. Per la sua partecipazione al film Black Panther, nel 2019 ha ricevuto un SAG Award come miglior cast cinematografico.

## Vita privata
Nel 1997 sposò l'attore Courtney B. Vance col quale ebbe due figli gemelli, Slater Josiah e Bronwyn Golden, nati il 27 gennaio 2006 tramite maternità surrogata.

## Filmografia

### Attrice

#### Cinema
- F/X - Effetto mortale (F/X), regia di Robert Mandel (1986)
- Un poliziotto alle elementari (Kindergarten Cop), regia di Ivan Reitman (1990)
- Boyz n the Hood - Strade violente (Boyz n the Hood), regia di John Singleton (1991)
- La città della speranza (City of Hope), regia di John Sayles (1991)
- Amore all'ultimo morso (Innocent Blood), regia di John Landis (1992)
- Critters 4, regia di Rupert Harvey (1992)
- Malcolm X, regia di Spike Lee (1992)
- Amori e amicizie (Passion Fish), regia di John Sayles (1992)
- Tina - What's Love Got to Do with It (What's Love Got to Do with It), regia di Brian Gibson (1993)
- Vampiro a Brooklyn (Vampire in Brooklyn), regia di Wes Craven (1995)
- Strange Days, regia di Kathryn Bigelow (1995)
- Donne - Waiting to Exhale (Waiting to Exhale), regia di Forest Whitaker (1995)
- Panther, regia di Mario Van Peebles (1995)
- Contact, regia di Robert Zemeckis (1997)
- Benvenuta in paradiso (How Stella Got Her Groove Back), regia di Kevin Rodney Sullivan (1998)
- La musica del cuore (Music of the Heart), regia di Wes Craven (1999)
- Supernova, regia di Walter Hill (2000)
- Boesman and Lena, regia di John Berry (2000)
- The Score, regia di Frank Oz (2001)
- La costa del sole (Sunshine State), regia di John Sayles (2002)
- Masked and Anonymous, regia di Larry Charles (2003)
- Mr. 3000, regia di Charles Stone III (2004)
- Mr. & Mrs. Smith, regia di Doug Liman (2005)
- L'ultima porta - The Lazarus Child (The Lazarus Child), regia di Graham Theakston (2005)
- Una parola per un sogno (Akeelah and the Bee), regia di Doug Atchison (2006)
- Una sola verità (Nothing But the Truth), regia di Rod Lurie (2008)
- Meet the Browns, regia di Tyler Perry (2008)
- Of Boys and Men, regia di Carl Seaton (2008)
- Gospel Hill, regia di Giancarlo Esposito (2008)
- Notorious B.I.G. (Notorious), regia di George Tillman Jr. (2009)
- Lanterna Verde (Green Lantern), regia di Martin Campbell (2011)
- Jumping the Broom - Amore e altri guai (Jumping the Broom), regia di Salim Akil (2011)
- Una spia non basta (This Means War), regia di McG (2012)
- Attacco al potere - Olympus Has Fallen (Olympus Has Fallen), regia di Antoine Fuqua (2013)
- Un Natale speciale a New York (Black Nativity), regia di Kasi Lemmons (2013)
- White Bird (White Bird in a Blizzard), regia di Gregg Araki (2014)
- Survivor, regia di James McTeigue (2015)
- Chi-Raq, regia di Spike Lee (2015)
- Attacco al potere 2 (London Has Fallen), regia di Babak Najafi (2016)
- Black Panther, regia di Ryan Coogler (2018)
- Mission: Impossible - Fallout, regia di Christopher McQuarrie (2018)
- Avengers: Endgame, regia di Anthony e Joe Russo (2019) - cameo
- La vita dopo i figli (Otherhood), regia di Cindy Chupack (2019)
- Gunpowder Milkshake, regia di Navot Papushado (2021)
- Black Panther: Wakanda Forever, regia di Ryan Coogler (2022)
- Damsel, regia di Juan Carlos Fresnadillo (2024)
- Mission: Impossible - The Final Reckoning, regia di Christopher McQuarrie (2025)

#### Televisione
- Spenser (Spenser: For Hire) – serie TV, episodio 1x03 (1985)
- I Robinson (The Cosby Show) – serie TV, episodi 1x23-4x13 (1985-1988)
- Doubletake, regia di Jud Taylor – film TV (1985)
- Liberty, regia di Richard C. Sarafian – film TV (1986)
- Heartbeat – serie TV, episodio 2x10 (1989)
- Un uomo chiamato Falco (A Man Called Hawk) – serie TV, episodi 1x01-1x03-1x09 (1989)
- Vietnam addio (Tour of Duty) – serie TV, episodi 2x15-2x16 (1989)
- 227 – serie TV, episodio 5x03 (1989)
- In famiglia e con gli amici (Thirtysomething) – serie TV, episodio 3x05 (1989)
- Operazione Walker (Family of Spies) – miniserie TV, episodi 1x01-1x02 (1990)
- Alien Nation – serie TV, episodio 1x14 (1990)
- Challenger - Lo shuttle della morte (Challenger), regia di Glenn Jordan – film TV (1990)
- E giustizia per tutti (Equal Justice) – serie TV, episodio 1x08 (1990)
- Salverò mia figlia (In the Best Interest of the Child), regia di David Greene – film TV (1990)
- Perry Mason: Morte a tempo di rock (Perry Mason: The Case of the Silenced Singer), regia di Ron Satlof – film TV (1990)
- Line of Fire: The Morris Dees Story, regia di John Korty – film TV (1991)
- Flash – serie TV, episodio 1x10 (1991)
- Fire: Trapped on the 37th Floor, regia di Robert Day – film TV (1991)
- Stat – serie TV, episodio 1x03 (1991)
- The Heroes of Desert Storm, regia di Don Ohlmeyer – film TV (1991)
- Reclusa - La rabbia di una madre (Locked Up: A Mother's Rage), regia di Bethany Rooney – film TV (1991)
- One Special Victory, regia di Stuart Cooper – film TV (1991)
- The Jacksons: An American Dream – miniserie TV, episodi 1x01-1x02 (1992)
- Nightmare Cafe – serie TV, episodio 1x05 (1992)
- Ruby's Bucket of Blood, regia di Peter Werner – film TV (2001)
- The Rosa Parks Story, regia di Julie Dash – film TV (2002)
- The Bernie Mac Show – serie TV, episodio 3x04 (2003)
- Alias – serie TV, 4 episodi (2005)
- Time Bomb, regia di Stephen Gyllenhaal – film TV (2006)
- E.R. - Medici in prima linea (ER) – serie TV, 16 episodi (2008-2009)
- I Simpson (The Simpsons) – serie TV, 1 episodio (2010) - voce
- Identity, regia di Gary Fleder – film TV (2011)
- Rogue, regia di Brett Ratner – film TV (2012)
- Betty and Coretta, regia di Yves Simoneau – film TV (2013)
- American Horror Story – serie TV, 40 episodi (2013-2018)
- Close to the Enemy – miniserie TV, 7 episodi (2016)
- Underground – serie TV, episodio 2x03 (2017) - non accreditata
- Master of None – serie TV, episodio 2x08 (2017)
- 9-1-1 – serie TV (2018-in corso)
- A Black Lady Sketch Show – serie TV, episodio 1x01 (2019)
- 9-1-1: Lone Star – serie TV, episodio 3x11 (2022)
- Zero Day – miniserie TV, 6 episodi (2025)
- Doctor Odyssey – serie TV, episodio 1x11 (2025)

### Doppiatrice
- Il nostro amico Martin (Our Friend, Martin), regia di Robert Brousseau e Vincenzo Trippetti (1999)
- Bisbiglio, elefantino coraggioso (Whispers: An Elephant's Tale), regia di Dereck Joubert (2000)
- I Robinson - Una famiglia spaziale (Meet the Robinsons), regia di Stephen J. Anderson (2007)
- I Simpson (The Simpson) – serie animata, episodio 21x15 (2010)
- Tom Clancy's Rainbow Six: Siege – videogioco (2015)
- Curioso come George 3 - Ritorno nella giungla (Curious George 3: Back to the Jungle), regia di Phil Weinstein (2015)
- BoJack Horseman – serie animata, 10 episodi (2015-2016, 2018)
- Bumblebee, regia di Travis Knight (2018)
- Soul, regia di Pete Docter (2020)
- What If...? – serie animata, episodio 1x05 (2021)
- Horizon Forbidden West – videogioco (2022)
- Wendell & Wild, regia di Henry Selick (2022)
- Orion e il Buio (Orion and the Dark), regia di Sean Charmatz (2024)
- Moon Girl e Devil Dinosaur – serie animata, 2 episodi (2025)

### Regista
- Whitney – film TV (2015)
- Breakthrough: La scienza rivoluzionaria – docuserie, episodio 1x06 (2015)
- American Horror Story – serie TV, episodi 6x06-7x09 (2016-2017)

## Teatro
- Ma Rainey's Black Bottom di August Wilson, regia di Lloyd Richards. Cort Theatre di Broadway (1984)
- Black Girl di J. E. Franklin, regia di Glenda Dickerson. McGinn-Cazale Theatre dell'Off-Broadway (1986)
- Joe Turner's Come and Gone di August Wilson, regia di Lloyd Richards. Ethel Barrymore Theatre di Broadway (1988)
- Enrico IV, parte I di William Shakespeare, regia di Joseph Papp. Delacorte Theater dell'Off-Broadway (1997)
- Macbeth di William Shakespeare, regia di George C. Wolfe. Public Theater dell'Off-Broadway (1998)
- The Mountaintop di Katori Hall, regia di Kenny Leon. Bernard B. Jacobs Theatre di Broadway (2011)

## Riconoscimenti
- Premio Oscar
  - 1994 – Candidatura alla miglior attrice per Tina - What's Love Got to Do with It
  - 2023 – Candidatura alla miglior attrice non protagonista per Black Panther: Wakanda Forever
  - 2023 – Oscar alla carriera[5]
- Golden Globe[10]
  - 1994 – Miglior attrice in un film commedia o musicale per Tina – What's Love Got to Do with It
  - 2023 – Miglior attrice non protagonista per Black Panther: Wakanda Forever
- BAFTA Awards
  - 2023 – Candidatura alla miglior attrice non protagonista per Black Panther: Wakanda Forever
- Black Reel Awards
  - 2023 – Miglior attrice non protagonista cinematografica per Black Panther: Wakanda Forever
  - 2023 – Sidney Poitier Trailblazer Award
- Critics' Choice Awards
  - 2019 – Candidatura al miglior cast corale per Black Panther[11]
  - 2023 – Miglior attrice non protagonista per Black Panther: Wakanda Forever[1]
- Critic's Choice Television Awards
  - 2013 – Candidatura alla miglior attrice in una miniserie o film per la televisione per Betty & Coretta[12]
- Critic's Choice Documentary Awards
  - 2022 – Miglior narrazione per Good Night Oppy[13]
- Critics' Choice Super Awards
  - 2021 – Miglior attrice in una serie d'azione per 9-1-1
  - 2022 – Candidatura alla miglior attrice in una serie d'azione per 9-1-1
  - 2023 – Candidatura alla miglior attrice in una serie d'azione per 9-1-1
  - 2023 – Miglior attrice in un film di Supereroi per Black Panther: Wakanda Forever
  - 2024 – Candidatura alla miglior attrice in una serie d'azione per 9-1-1
- Directors Guild of America Award
  - 2016 – Candidatura alla miglior miniserie o film per la televisione per Whitney
- Primetime Emmy Awards
  - 2002 – Candidatura alla miglior attrice protagonista in una miniserie o un film per la televisione per The Rosa Parks Story
  - 2014 – Candidatura alla miglior attrice non protagonista in una miniserie o film per la televisione per American Horror Story: Coven
  - 2015 – Candidatura alla miglior attrice non protagonista in una miniserie o film per la televisione per American Horror Story: Freak Show
  - 2017 – Candidatura alla miglior attrice ospite in una serie commedia per Master of None
  - 2019 – Candidatura come eccezionale narratore per The Flood
  - 2020 – Candidatura come eccezionale narratore per The Imagineering Story
  - 2020 – Candidatura alla miglior attrice ospite in una serie commedia per A Black Lady Sketch Show
  - 2023 – Candidatura al miglior narratore per Good Night Oppy
  - 2024 – Miglior narratore per Queens: le regine della natura[14]
- Daytime Emmy Awards
  - 1996 – Candidatura alla miglior interprete in una serie per bambini per Storytime
  - 2003 – Candidatura per Outstanding Children's Special per Our America
- E! People's Choice Awards
  - 2021 – Candidatura alla miglior star televisiva femminile per 9-1-1
  - 2021 – Candidatura alla miglior star televisiva drammatica per 9-1-1
- Hollywood Critics Association Film Awards
  - 2023 – Miglior attrice non protagonista cinematografica per Black Panther:Wakanda Forever
  - 2023 – Acting Achievement Award
- NAACP Image Award
  - 1994 – Miglior attrice protagonista in un film per Tina - What's Love Got to Do with It
  - 1995 – Miglior attrice non protagonista in un film per Malcolm X
  - 1996 – Miglior attrice protagonista in un film per Donne-Waiting to Exhale
  - 1998 – Candidatura alla miglior attrice non protagonista in un film per Contact
  - 1999 – Miglior attrice protagonista in un film per Benvenuta in Paradiso
  - 2000 – Miglior attrice non protagonista in un film per La musica del cuore
  - 2001 – Candidatura alla miglior attrice protagonista in un film per Boesman and Lena
  - 2002 – Miglior attrice in un film per la televisione, una miniserie o uno speciale drammatico per Ruby's Bucket of Blood
  - 2002 – Miglior attrice non protagonista in un film per The Scoore
  - 2003 – Miglior attrice protagonista per Sunshine State
  - 2003 – Miglior attrice in un film per la televisione, una miniserie o uno speciale drammatico per The Rosa Parks Story
  - 2005 – Candidatura alla miglior attrice protagonista in un film per Mr. 3000
  - 2007 – Candidatura alla miglior attrice non protagonista in un film per Akeelah and the bee
  - 2009 – Candidatura alla miglior attrice in un film per Meet the Browns
  - 2009 – Miglior attrice non protagonista in una serie drammatica per ER- Medici in prima linea
  - 2014 – Miglior attrice protagonista in un film per Black Nativity
  - 2014 – Candidatura alla miglior attrice protagonista in una miniserie o film per la televisione per American Horror Story:Coven
  - 2014 – Candidatura alla miglior attrice protagonista in una miniserie o film per la televisione per Betty and Coretta
  - 2015 – Candidatura alla miglior attrice protagonista in una miniserie o film per la televisione per American Horror Story: Freak Show
  - 2016 – Candidatura alla miglior attrice non protagonista in un film per Chi-Raq
  - 2016 – Candidatura alla miglior attrice protagonista in una miniserie o film per la televisione per American Horror Story:Hotel
  - 2017 – Candidatura alla miglior attrice in un film per London Has Fallen
  - 2020 – Miglior attrice in una serie drammatica per 9-1-1
  - 2020 – Candidatura all'Entertainer of the Year
  - 2021 – Candidatura alla miglior attrice in una serie drammatica per 9-1-1
  - 2021- Candidatura alla miglior performance vocale di un personaggio in un film per Soul
  - 2022 – Miglior attrice in una serie drammatica per 9-1-1
  - 2023 - Miglior attrice non protagonista per Black Panther: Wakanda Forever
  - 2023 – Miglior attrice in una serie drammatica per 9-1-1
  - 2023 – Entertainer of the Year
  - 2023 – Candidatura alla miglior performance vocale di un personaggio in un film per Wendell & Wild
  - 2024 – Candidatura alla miglior attrice in una serie drammatica per 9-1-1
  - 2024 – Candidatura alla miglior miniserie, film per la televisione o drammatico speciale per Heist 88
- Satellite Award
  - 2023 – Candidatura alla miglior attrice non protagonista per Black Panther: Wakanda Forever
- Saturn Award
  - 1996 – Miglior attrice per Strange Days
  - 2024 – Candidatura alla miglior attrice non protagonista per Black Panther: Wakanda Forever
- Screen Actors Guild Award
  - 2002 – Candidatura per la migliore attrice in un film per la televisione o miniserie per La svolta di Ruby
  - 2014 – Candidatura per la migliore attrice in un film per la televisione o miniserie per Betty and Coretta
  - 2019 – Miglior cast cinematografico per Black Panther
  - 2023 – Candidatura per la migliore attrice non protagonista cinematografica per Black Panther: Wakanda Forever[15]

## Doppiatrici italiane
Nelle versioni in italiano delle opere in cui ha recitato, Angela Bassett è stata doppiata da:
- Alessandra Cassioli in Vampiro a Brooklyn, Strange Days, Donne - Waiting to Exhale, Mr. 3000, American Horror Story, Attacco al potere - Olympus Has Fallen, White Bird, Survivor, Master of None, Attacco al potere 2, 9-1-1, 9-1-1: Lone Star, La vita dopo i figli, Damsel, Zero Day, Doctor Odyssey
- Anna Rita Pasanisi in Malcolm X, E.R. - Medici in prima linea, Contact, La musica del cuore, Alias
- Emanuela Rossi in Boyz n the Hood - Strade violente, Amori e amicizie, L'ultima porta - The Lazarus Child, Jumping the Broom - Amore e altri guai
- Antonella Giannini in Black Panther, Mission: Impossible - Fallout, Black Panther: Wakanda Forever, Mission: Impossible - The Final Reckoning
- Claudia Balboni in Tina - What's Love Got to Do with It, Supernova
- Laura Boccanera in Notorious B.I.G., Lanterna Verde
- Laura Romano in Una spia non basta, Gunpowder Milkshake
- Barbara Castracane in Amore all'ultimo morso
- Francesca Rossiello in Critters 4
- Anna Cesareni in Benvenuta in Paradiso
- Elena Bianca in The Score
- Claudia Catani ne La costa del sole
- Caterina Rochira in Masked and Anonymous
- Stefania De Peppe in La musica del cuore (ridoppiaggio)

Da doppiatrice è sostituita da:
- Alessandra Cassioli ne I Simpson, Curioso come George 3 - Ritorno nella giungla, Wendell & Wild, Orion e il Buio
- Antonella Giannini ne I Robinson - Una famiglia spaziale, Bumblebee, What If...?
- Gilberta Crispino in BoJack Horseman
- Giò Giò Rapattoni in Dietro le quinte dei Parchi Disney: The Imagineering Story
- Rossella Izzo in Soul
- Rachele Paolelli in Horizon Forbidden West